# Dorothy Tennant
Pour les articles homonymes, voir Tennant.
Dorothy Tennant, née le 22 mars 1855 à Russell Square à Londres et morte le 5 octobre 1926, est une peintre britannique néoclassique de l'époque victorienne. Elle est aussi écrivaine.

## Biographie

### Famille
Dorothy Tennant est la deuxième fille de Gertrude Barbara Rich Collier (1819–1918) et Charles Tennant (politician) (en). Sa sœur, Eveleen Myers (en), est photographe. 

### Formation
Dorothy Tennant étudie la peinture sous Edward Poynter à la Slade School of Fine Art, Londres et avec Jean-Jacques Henner à Paris,. 

### Carrière artistique
Dorothy Tennant expose d'abord à la Royal Academy en 1886, puis à la Nouvelle Galerie et à la Grosvenor Gallery à Londres. En dehors de Londres, Tennant est présente dans des expositions de la Fine Art Society à Glasgow et également dans les expositions d'automne tenues à Liverpool et à Manchester.
Elle est également auteur et a illustré plusieurs livres, dont London Street Arabs en 1890.

## Vie privée
En 1890, Dorothy Tennant épouse l'explorateur de l'Afrique, Henry Morton Stanley, et devient connue sous le nom de Lady Stanley. 
Elle revoit l'autobiographie de son mari, supprimant apparemment toute référence à d'autres femmes dans la vie de celui-ci. Il avait également eu des relations avec de jeunes garçons.
Après la mort de Stanley en 1904, elle se marie avec Henry Jones Curtis (décédé le 19 février 1944), pathologiste, chirurgien et écrivain.

## Œuvres

### Littérature
- (en) Lady Dorothy Stanley, London Street Arabs, London, Cassell & Co, 1890 (lire en ligne)

### Peinture

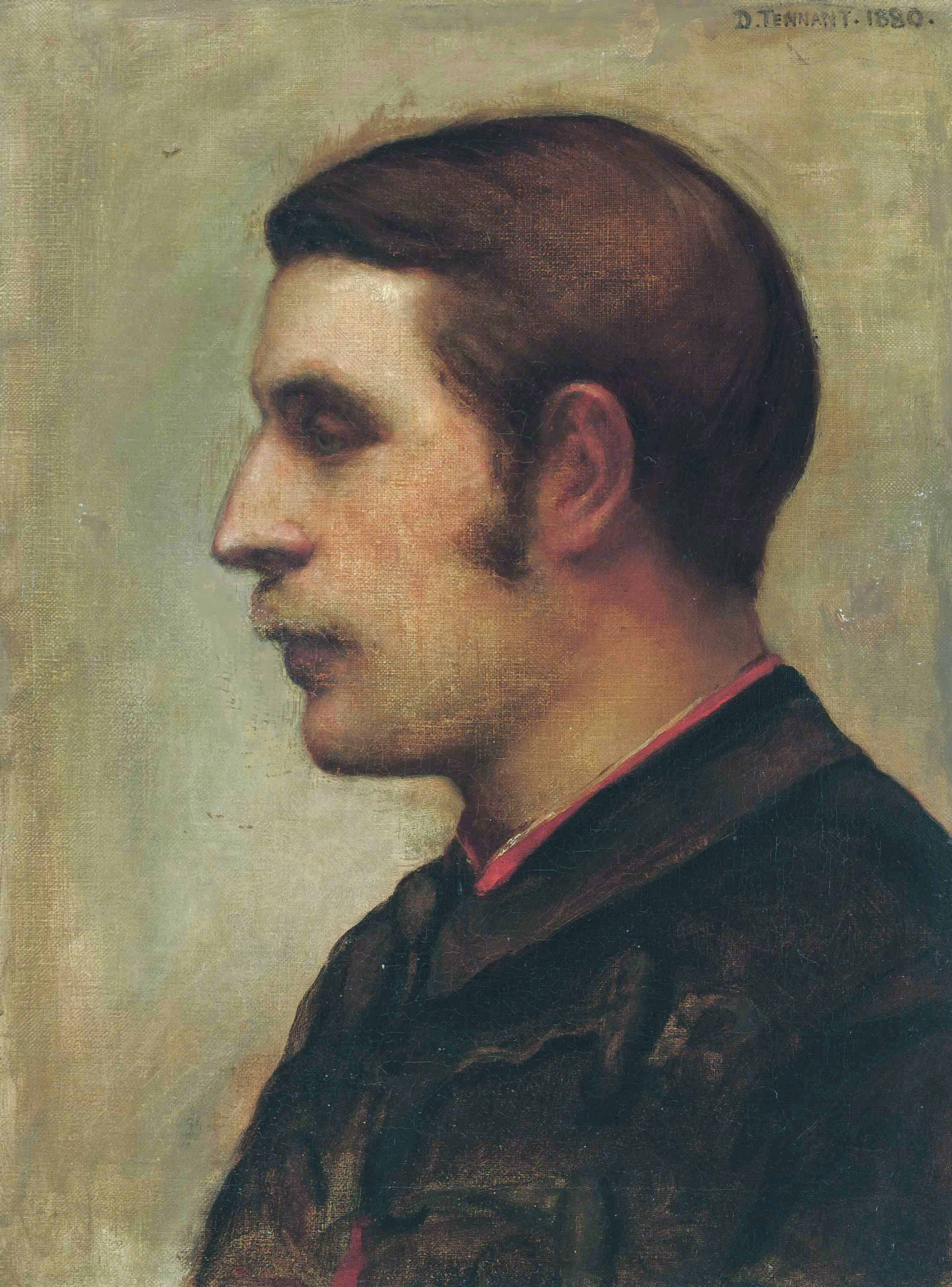
Lord Henry Morton Stanley (1841–1904) (1880)
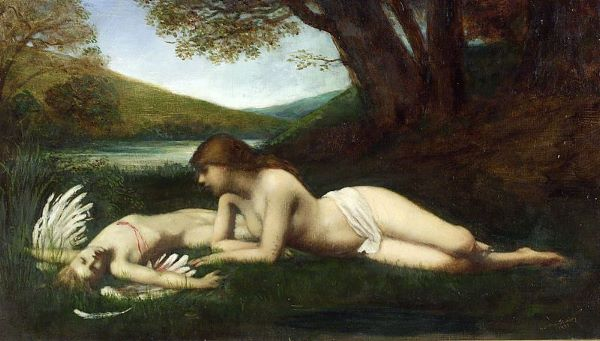
L'Amour blessé (1895)
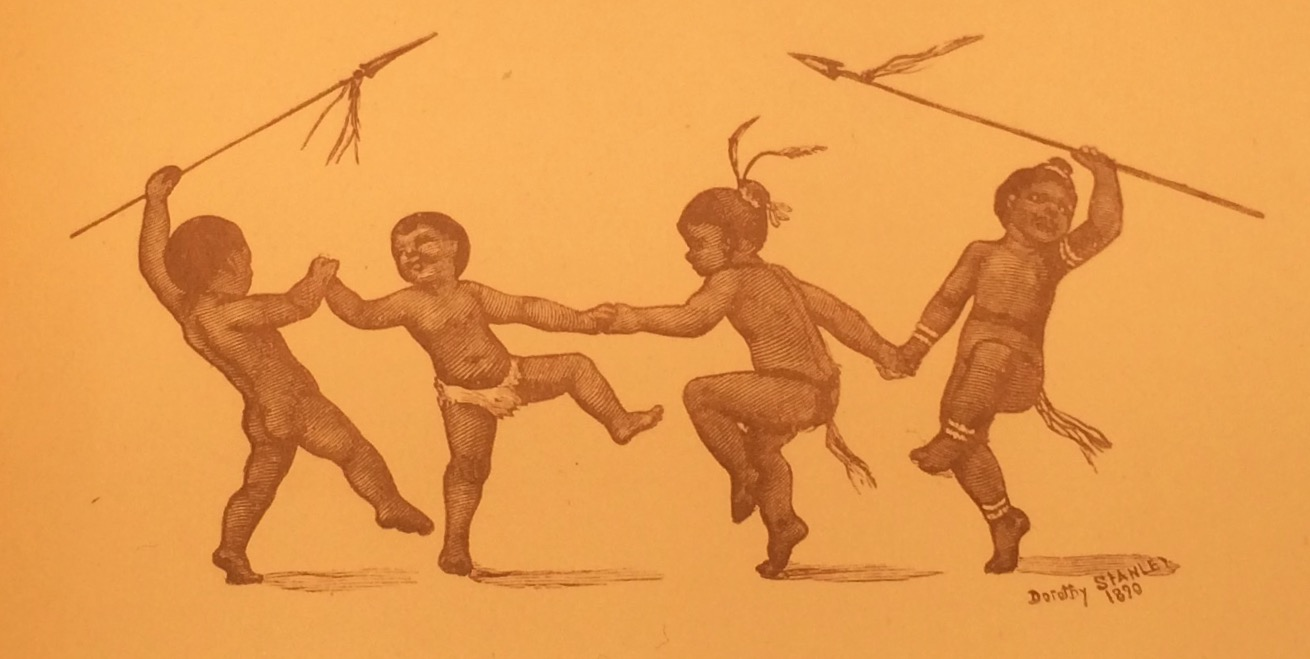
Illustration de Stanley sur la page de couverture de A. J. Mounteney-Jephson's Emin Pasha and the Rebellion at the Equator(1890)